# 吉野公一郎
吉野 公一郎（よしの こういちろう、1949年3月25日 ‐ ）は、日本の実業家、生物学者、薬学博士。神戸医療産業都市の創薬ベンチャー・カルナバイオサイエンス設立者で、同社代表取締役社長を務める。

## 来歴・人物
東京都世田谷区出身。東京都立新宿高等学校を経て、1974年東京工業大学大学院工学研究科修士課程修了、鐘紡入社。鐘紡薬品研究所で創薬研究に従事し、薬学博士号も取得した。鐘紡ガン研究所グループ長、鐘紡創薬研究所資源探索研究部長等を経て、1999年日本オルガノン医薬研究所長。
オランダ本社が日本拠点閉鎖を考えていたことから、2003年ポートアイランドの神戸医療産業都市にカルナバイオサイエンスを設立し、同社代表取締役社長に就任。2008年神戸医療産業都市初の上場を果たし、神戸バイオメディカル創造センターに本社を移転。アメリカ合衆国で子会社を設立し、2011年にはCarnaBio USA, Inc. President & CEOに就任。2013年ProbeX代表取締役社長。2018年メディネット社外取締役、クリングルファーマ社外取締役。
キナーゼの研究を進め、新薬候補化合物を開発。2019年には当時の創薬ベンチャーでは最高額となる一時金でギリアド・サイエンシズに開発権・販売独占権を譲渡するライセンス契約を締結。総額では約500億円となった。